# Anaurus flavimanus
Anaurus flavimanus là một loài nhện trong họ Salticidae.
Loài này thuộc chi Anaurus. Anaurus flavimanus được Eugène Simon miêu tả năm 1900.